# Exe (fiume)
L'Exe (in latino Isca, in cornico Avon Esk, in gallese Afon Wysg) è un fiume della Gran Bretagna. Nasce nei pressi del villaggio di Simonsbath nel parco nazionale dell'Exmoor nel Somerset, a pochi chilometri dal canale di Bristol e dopo aver attraversato una parte di questa contea e buona parte del Devon sfocia con un profondo estuario nella Manica presso la città di Exeter. Il fiume, oltre ad Exeter, dà il nome anche ad altre città poste lungo il suo corso come Exford, Up Exe, Nether Exe, Exwick, Exton, Exminster e Exbridge.

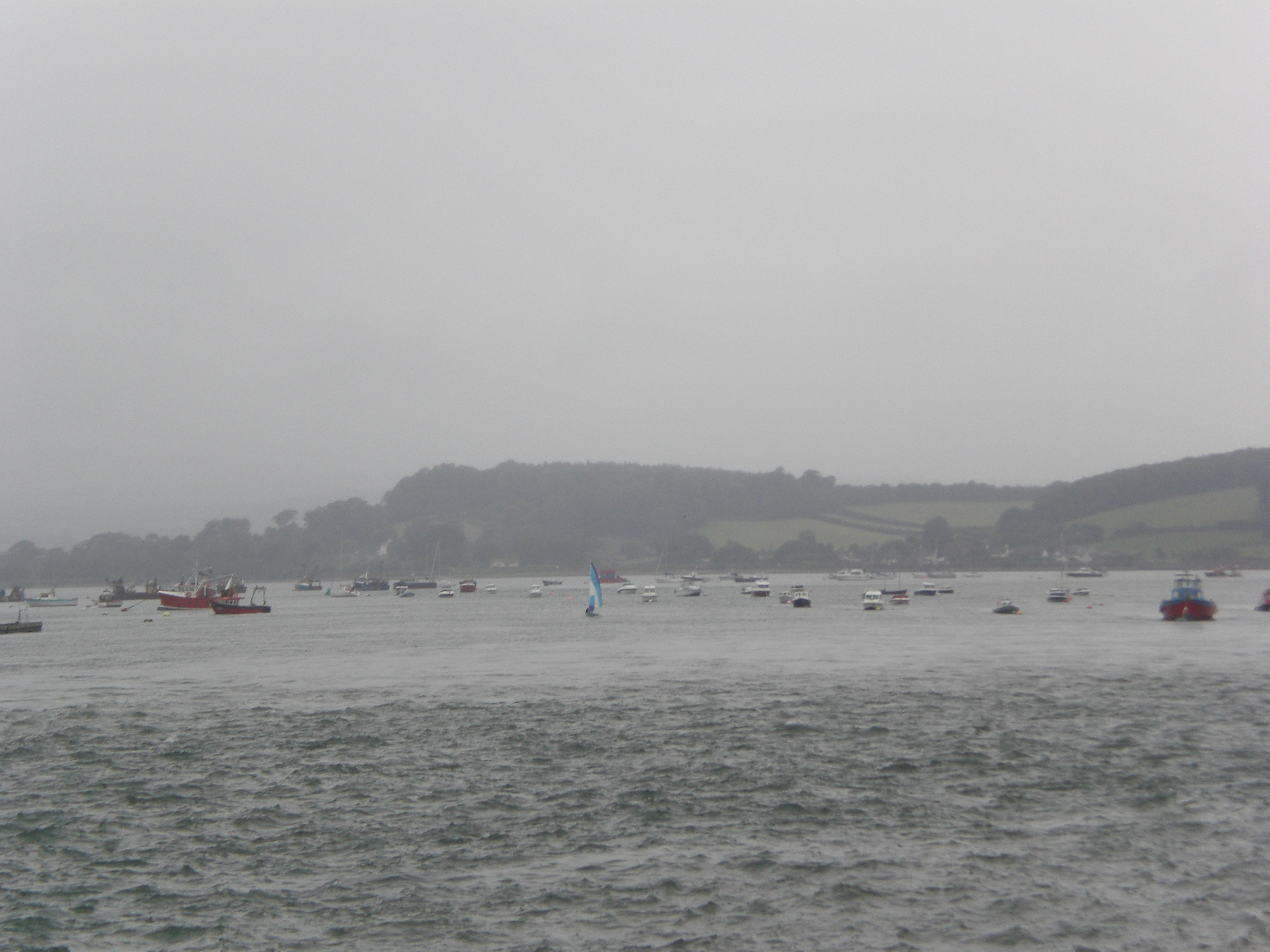
L'Exe a Exmouth presso la foce nella Manica